# Renwick (Kumbria)
Renwick – wieś w Anglii, w Kumbrii, w dystrykcie (unitary authority) Westmorland and Furness. Leży 24 km na południowy wschód od miasta Carlisle i 400 km na północny zachód od Londynu. W 1931 roku civil parish liczyła 174 mieszkańców.